# 恩斯特·金特 (什勒斯維希-霍爾斯坦)
恩斯特·金特（德語：Ernst Günther，1863年8月11日—1921年2月22日），什勒斯維希-霍爾斯坦公爵，1880年至1921年在位。
1898年，恩斯特·金特與薩克森-科堡-哥達的多蘿西亞結婚，兩人沒有子女。1921年恩斯特·金特去世，堂弟阿爾伯特繼位為什勒斯維希-霍爾斯坦公爵。